# Flughafen Yakushima

i8
i11
i13
Der Flughafen Yakushima (japanisch 屋久島空港 Yakushima Kūkō, IATA-Code: KUM, ICAO-Code: RJFC) ist ein kleiner Verkehrsflughafen der Stadt Yakushima auf der gleichnamigen Insel in Japan, Präfektur Kagoshima. Der Flughafen liegt etwa 13 Kilometer östlich vom Stadtzentrum Yakushimas an der Nordostküste der Insel. Von hier gibt es derzeit (2009) nur Inlandsverbindungen. Der Flughafen Yakushima gilt nach der japanischen Gesetzgebung als Flughafen 3. Klasse.